# Grafic semilogaritmic

Grafic semilogaritmic cu scară logaritmică pe axa y (verticală) și scară liniară pe axa x (orizontală). Liniile din grafic sunt: y = 10^{x} (roșu), y = x (verde) și y = log(x) (albastru).

Grafic semilogaritmic cu scară logaritmică pe axa x (orizontală) și scară liniară pe axa y (verticală). Liniile din grafic sunt: y = 10^{x} (roșu), y = x (verde) și y = log(x) (albastru).

În știință și inginerie un grafic semilogaritmic are pe o axă o scară logaritmică iar pe cealaltă o scară liniară. Este util pentru datele care prezintă o alură exponențială, unde o variabilă acoperă o gamă largă de valori, sau pentru a mări și vizualiza o dependență care la început părea a fi liniară (o linie dreaptă) este de fapt începutul lent al unei curbe logaritmice care este pe cale să crească, iar schimbările sunt mult mai mari decât se păreau inițial.
Toate ecuațiile de forma {\displaystyle y=\lambda a^{\gamma x}} dau linii drepte într-un grafic semilogaritmic, deoarece logaritmând ambii membri se obține
{\displaystyle \log _{a}y=\gamma x+\log _{a}\lambda .}
Aceata este o dreaptă cu panta {\displaystyle \gamma } și punctul de interceptare (valoarea lui y pentru x = 1) {\displaystyle \log _{a}\lambda }. Scara logaritmică este de obicei zecimală, ocazional în baza 2:
{\displaystyle \log(y)=(\gamma \log(a))x+\log(\lambda ).}
Uneori graficele sunt numite „logaritmic-liniar” dacă scara logaritmică este pe axa y, respectiv „liniar-logaritmic” dacă scara logaritmică este pe axa x. Convenția este ca scara axei verticale să fie enunțată prima.

## Ecuații
Ecuația unei drepte într-un grafic liniar-logaritmic, în care abscisa este cea logaritmică (în baza n), va fi
{\displaystyle F(x)=m\log _{n}(x)+b.\,}
Ecuația unei drepte într-un grafic logaritmic-liniar, în care ordonata este cea logaritmică (în baza n), va fi
{\displaystyle \log _{n}(F(x))=mx+b}
{\displaystyle F(x)=n^{mx+b}=(n^{mx})(n^{b}).}

### Obținerea funcției dintr-un grafic semilogaritmic

#### Grafic liniar-logaritmic
Într-un grafic liniar-logaritmic se ia un punct fix (x0, F0), unde F0 este prescurtarea pentru F(x0), undeva pe linia dreaptă din grafic, și un alt punct, arbitrar (x1, F1) din același grafic. Formula pantei este:
{\displaystyle m={\frac {F_{1}-F_{0}}{\log _{n}(x_{1}/x_{0})}}}
ceea ce duce la
{\displaystyle F_{1}-F_{0}=m\log _{n}(x_{1}/x_{0})}
sau
{\displaystyle F_{1}=m\log _{n}(x_{1}/x_{0})+F_{0}=m\log _{n}(x_{1})-m\log _{n}(x_{0})+F_{0}}
ceea ce înseamnă că
{\displaystyle F(x)=m\log _{n}(x)+constanta}
Cu alte cuvinte, F este proporțional cu logaritmul lui x înmulțit cu panta dreptei graficului său liniar-logaritmic, plus o constantă. Mai exact, o dreaptă pe un grafic liniar-logaritmic care conține punctele (F0, x0) și (F1, x1) va da funcția:
{\displaystyle F(x)=(F_{1}-F_{0}){\left[{\frac {\log _{n}(x/x_{0})}{\log _{n}(x_{1}/x_{0})}}\right]}+F_{0}=(F_{1}-F_{0})\log _{\frac {x_{1}}{x_{0}}}{\left({\frac {x}{x_{0}}}\right)}+F_{0}}

#### Grafic logaritmic-liniar
Într-un grafic logaritmic-liniar se ia un punct fix (x0, F0), unde F0 este prescurtarea pentru F(x0), undeva pe linia dreaptă din grafic, și un alt punct, arbitrar (x1, F1) din același grafic. Formula pantei este:
{\displaystyle m={\frac {\log _{n}(F_{1}/F_{0})}{x_{1}-x_{0}}}}
ceea ce duce la
{\displaystyle \log _{n}(F_{1}/F_{0})=m(x_{1}-x_{0}).}
De notat că nlogn(F1) = F1. Prin urmare logaritmii pot fi inversați pentru a obține: 
{\displaystyle {\frac {F_{1}}{F_{0}}}=n^{m(x_{1}-x_{0})}}
sau
{\displaystyle F_{1}=F_{0}n^{m(x_{1}-x_{0})}}
Acest lucru poate fi generalizat pentru orice punct, în loc să fie valabil doar pentru F1:
{\displaystyle F(x)={F_{0}}n^{\left({\frac {x-x_{0}}{x_{1}-x_{0}}}\right)\log _{n}(F_{1}/F_{0})}}

## Exemple practice

### Diagrama fazelor apei
În fizică și chimie o diagramă a logaritmului presiunii în funcție de temperatură poate fi utilizată pentru a ilustra diferitele faze ale unei substanțe, ca în următorul grafic, pentru apă:

Diagrama fazelor apei într-un grafic logaritmic-liniar presiune–temperatură. Cifrele romane indică diferitele faze.

### Evoluția „gripei porcine” din 2009
În timp ce 10 este cea mai comună bază, există momente când alte baze sunt mai potrivite, ca în exemplul următor, care ilustrează viteza dublării:

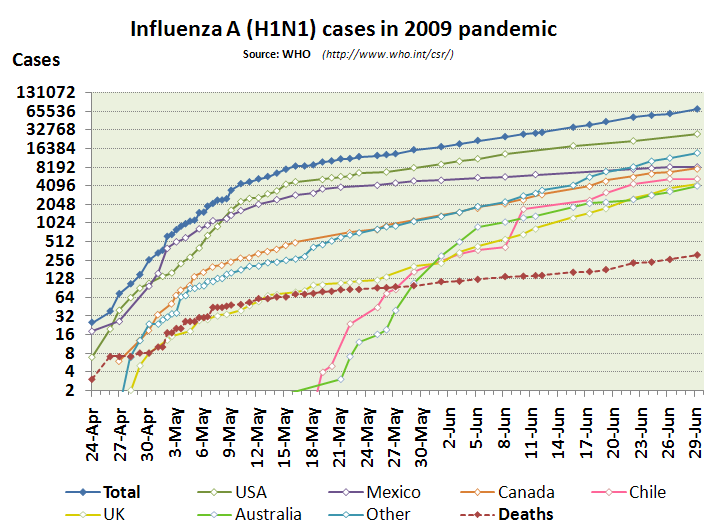
Un grafic semilogaritmic cu cazurile de deces în 2009 din cauza virusul gripei A subtip H1N1. Se observă că în timp ce axa orizontală (timp) este liniară, cu datele distanțate uniform, axa verticală (cazuri) este logaritmică, diviziunile uniform distanțate fiind etichetate cu puteri succesive de dublare. Graficul semilogaritmic face mai ușor de observat când infecția a încetat să se răspândească la viteza sa maximă, adică momentul când linia dreaptă din această diagramă exponențială începe să se curbeze, indicând o viteză mai mică. Acest lucru ar putea indica faptul că o anumită măsură luată pentru atenuare, de ex. distanțarea socială, funcționează.